# Julia de civitate italis danda
Julia de civitate italis danda va ser una llei romana aprovada durant la guerra social (any 90 aC) pels cònsols Luci Juli Cèsar i Publi Rutili Llop, que donava la ciutadania romana a tots els pobles d'Itàlia que s'havien mantingut fidels al govern de Roma, i també als que encara que haguessin mostrat una actitud hostil, tornessin a l'amistat amb Roma.